# Kaya (Brotaufstrich)
Kaya (Hokkien: 咖吔, POJ: Ka-ia) ist eine Kokosmarmelade heimisch in südostasiatischen Ländern wie Malaysia, Indonesien, den Philippinen oder Singapur.
Kaya wird aus Zucker, Eiern und Kokosmilch hergestellt. Die Variante Pandan Kaya wird außerdem mit dem Extrakt von Blättern des Schraubenbaumes aromatisiert. Dabei werden alle Zutaten zuerst gut vermengt und dann auf kleiner Hitze so lange gerührt, bis der Zucker vollständig auskaramellisiert ist, also die Masse eingedickt ist.
Die Farbe des natürlichen Kayas ist aufgrund des karamellisierten Zuckers rötlich braun. Varianten, die mit Blättern des Schraubenbaumes aromatisiert sind, sind hingegen gelb bis grün.